# Ґвара (Кобулеті)
Ґвара (груз. გვარა) — село в Грузії.
За даними перепису населення 2014 року в селі проживає 1089 осіб.